# Кьюпитт, Дон
Дон Кьюпитт (англ. Don Cupitt; 22 мая 1934, Олдем, Большой Манчестер — 18 января 2025) — британский философ и теолог. Профессор Кембриджского университета. Служил приходским священником в Церкви Англии. В начале 80-х годов XX века Кьюпитт издал книгу под названием «Taking Leave of God», в которой он признался в своём неверии в теистическое Божество. Кьюпитт оказался очень плодовитым писателем и в дальнейшем издал около 40 философских и теологических монографий.
Кьюпитт умер 18 января 2025 года после непродолжительной болезни в возрасте 90 лет.

## Научные труды
- Crisis of Moral Authority: The Dethronement of Christianity, Lutterworth Press, 1972, ISBN 0-7188-1924-1
- Who was Jesus? (London: British Broadcasting Corporation, 1977). With Peter Armstrong.
- The Debate About Christ. SCM Press, 1979 ISBN 0-334-00303-2
- Taking Leave of God, SCM Press, 1980, 2001 edition: ISBN 0-334-02840-X
- The Sea of Faith, BBC Books, 1984, Cambridge University Press 1988 edition: ISBN 0-521-34420-4
- The Long-Legged Fly: A Theology of Language and Desire, SCM Press, 1987 ISBN 0-334-00926-X
- The Time Being, SCM Press, 1992, ISBN 0-334-02522-2
- After All: Religion Without Alienation, SCM Press, 1994, ISBN 0-334-00036-X
- After God: The Future of Religion, Basic Books, 1997, ISBN 0-465-04514-6
- Mysticism After Modernity, Blackwell Publishers, 1998, ISBN 0-631-20763-5
- The Religion of Being, SCM Press, 1998, ISBN 0-334-02731-4
- The New Religion of Life in Everyday Speech, SCM Press, 1999, ISBN 0-334-02763-2
- Reforming Christianity, Polebridge Press, 2001, ISBN 0-944344-82-8
- Emptiness & Brightness, Polebridge Press. 2001, ISBN 0-944344-87-9
- Is Nothing Sacred?: The Non-Realist Philosophy of Religion (selected essays), Fordham University Press, 2003, ISBN 0-8232-2203-9
- The Way To Happiness: A Theory Of Religion, Polebridge Press, 2005, ISBN 0-944344-53-4
- The Old Creed and the New, SCM Press, 2006, ISBN 0-334-04053-1
- Radical Theology, Polebridge Press, 2006: ISBN 0-944344-97-6
- Impossible Loves, Polebridge Press, 2007, ISBN 978-1-59815-001-8
- Above Us Only Sky, Polebridge Press, 2008, ISBN 1-59815-011-1
- The Meaning of the West, SCM Press, 2008, ISBN 0-334-04202-X
- Jesus and Philosophy , SCM Press, 2009, ISBN 0-334-04338-7